# Стойкович, Афанасий Иванович
Афана́сий Ива́нович Стойкович (серб. Атанасије Стојковић; 1773—1832) — профессор и ректор Императорского Харьковского университета.

## Биография
Родился в Руме (Сербия) 20 сентября 1773 года[по какому календарю?]. Образование получал в Венгрии (Эденбург и Сегедин); в Пресбургской академии высших наук окончил курс с отличием («primus inter eminentes»), получив блистательные рекомендации. Затем продолжил образование в Гёттингенском университете (1797—1799). В 1799 году в Тюбингенском университете он получил степень доктора свободных наук и философии.
Своим блестящим образованием (им было получено 18 аттестатов), дарованиями и энергичным характером Стойкович обратил на себя внимание австрийского правительства, которое предполагало назначить его главой проектировавшегося министерства. Но Стойкович не пожелал перейти из православия в католицизм и в результате оказался, по приглашению попечителя Харьковского учебного округа, графа Северина Потоцкого, в Харькове. Вместе с Василием Каразиным он принимал активное участие в организации Харьковского университета, в частности, создании его физического кабинета, которым потом и заведовал.
С момента открытия университета Стойкович читал теоретическую и экспериментальную физику, метеорологию, астрономию; на практических занятиях показывал опыты и объяснял слушателям поэму Лукреция «О природе вещей» и «Георгики» Вергилия; в 1806—1807 годах также преподавал сельское домоводство. Его лекции по физике, которые он читал с «жаром, выразительно и употребляя много славянских слов», слушались о интересом; Стойкович, по отзывам современников, был «находчив, гибок, смел, решителен и нетерпелив».
В 1805 году он стал первым деканом отделения физических и математических наук философского факультета, а в 1807 году, на один год — ректором. Деканом физико-математических наук он оставался до 1809 года, а ректором в 1808 году вновь стал Иван Рижский, после смерти которого Стойкович, бывший в это время проректором, с марта 1811 года стал руководить университетом. После обращения Стойковича к Министру народного просвещения, о замене годичного срока ректоров более продолжительным, он был избран Советом университета ректором на трёхгодичный срок.
В 1812 году вместе с профессором Xристофором Роммелем он организовал «Общество наук» при университете, состоявшее из двух отделений: естественного (физика, химия, математика, врачебные науки) и словесного (эстетика, философия, археология, древняя и новая история).
В 1813 году по обвинению в незаконных коммерческих операциях он был уволен из университета. Многие профессора университета возмущались недостойным ректорского звания поведением Стойковича, однако официальный донос на него — из личных обид — написал только адъюнкт по архитектуре Е. А. Васильев. Расследование показало, что под видом физических инструментов и книг, выписываемых Стойковичем якобы для нужд университета, он покупал красное венгерское вино и распродавал его среди своих знакомых и других лиц. Кроме того, современники в своих воспоминаниях утверждали, что в университете была организована торговля дипломами на учёные степени магистра и особенно доктора. Тем не менее, министр народного просвещения распорядился 21 мая 1813 года, после восьмимесячного расследования, прекратить следствие за недоказанностью обвинения надлежащим образом.
Стойкович получил разрешение с 21 мая уехать в отпуск на Кавказские минеральные воды для поправления здоровья, сроком на 3 месяца. И в этот же день министр предложил Совету университета избрать в установленном порядке на место «болезненного» А. И. Стойковича в ректоры другого из ординарных профессоров. Немедленно был избран проректором Тимофей Осиповский; утверждён министром 26 июля. Спустя 2 недели, 8 августа, Осиповский был утверждён ректором.
В 1815 году Стойкович вместе с просьбой о пересмотре своего дела, написал донос на университет. Министр народного просвещения Алексей Разумовский, тем не менее, решил выдать Стойковичу половинную пенсию как неизлечимо больному. Но тот начал добиваться полной пенсии и награждения его чином статского советника. Эта назойливость переполнила чашу терпения министра и в ответном письме князю Н. И. Салтыкову, ходатайствовавшему за Стойковича, сообщал, что сам он полностью убеждён в справедливости обвинений против Стойковича, но был вынужден прекратить дело, чтобы сберечь честь университета.
После своей отставки переехал в Санкт-Петербург, где служил в различных ведомствах; с 1826 года он состоял членом учреждённого тогда «Комитета для рассмотрения учебных пособий». С 1829 года до конца своей жизни он состоял для особых поручений по хозяйственной части при департаменте государственного хозяйства и публичных зданий министерства внутренних дел.
Стойкович с 20 сентября 1809 года был член-корреспондентом Императорской академии наук.
Также он был членом многих учёных и других обществ: действительный член Вольного экономического общества (с 1809); член Московского университета и состоящего при нём Общества врачебных и физических наук (с 1814); действительный член Императорского Московского общества сельского хозяйства (с 1827); член Академии Российской (с 5 мая 1828 года, по предложению Александра Шишкова). Стойкович был членом ряда иностранных учёных обществ: Великобританского королевского в Гёттингене, Пражского учёного и естественно-исторического в Йене. Масон, посетитель ложи Эвксинского понта в Одессе.
Умер в Санкт-Петербурге 25 августа (6 сентября) 1832 года. Похоронен на Смоленском православном кладбище (могила утрачена).
Его сын, Аркадий Афанасьевич (1814—1886), служил библиотекарем в Императорской публичной библиотеке.

## Научная и литературная деятельность
Стойковичу принадлежат работы учебного характера по физической географии и астрономии, которые представляли собой простые компиляции, не вносящие в науку ничего нового.
Ещё в Сербии Стойковичем были изданы:
- «Физика, простым языком списана за род словено-сербский» (Будин, 1801—1803 гг.);
- «Сербский секретарь» (Будин, 1802);
- «На смерть бессмертного мужа Иоанна Раича, архимандрита монастыря Ковиля, преставившегося 11 декабря 1801 г.», стихотворение (Будин, 1802 г.).

В России он напечатал ещё следующие свои работы и речи, прочитанные им в Харьковском университете:
- «О воздушных камнях и их происхождении» (речь, Харьков, 1807);
- «О явлениях городов и прочего в воздухе, называемых fata morgana» (речь, Харьков, 1808);
- «Начальные основания умозрительной и опытной физики» (Харьков, 1809);
- «О предохранении себя от ударов молнии во всех случаях жизни» (речь, Харьков, 1810);
- «О причинах, делающих воздух неспособным для дыхания, и о средствах, предохраняющих от совершенной порчи» (речь, Харьков, 1811);
- «Начальные основания физической географии» (Харьков, 1813);
- «Начальные основания физической астрономии» (Харьков, 1813);
- «Система физики». В 2-х ч. (Харьков, 1813);
- «О саранче и способах истребления оной»;
- «О соломенных и разных других отводах молнии и града» (СПб., 1826);
- «Теоретико-практическое наставление о виноделии» (перевод с книги: «Traité théor. et pratique de vinification», 1824; СПб., 1830);
- «О неблагоразумном и превратном домашнем воспитании детей, в примерах, по способу Сальцмана;
- книга для родителей и наставников» (1831).

Кроме того ему принадлежит авторство книг «Кондор, или открытие таинств» и «Аристид и Наталия».
Считается переводчиком Нового Завета на сербский язык. Однако Срезневский указал, что перевод, выполненный Вуком Караджичем, «к сожалению попался в жалкие руки А. Стойковича, человека образованного, но вовсе не понимавшего духа и особенностей Сербского наречия. Стойкович изменил перевод Вука по своему, исказивши чисто Сербский слог Вука фразами и словами какого-то несуществующего наречия, — и в таком искаженном виде вышел этот Новый Завет, будто переведенный Стойковичем в Лейпциге, в 1834 году».